# Veliki Javornik
Veliki Javornik – szczyt w masywie Javorniki w Górach Dynarskich. Leży w Słowenii, blisko granicy z Chorwacją. Jest to najwyższy szczyt masywu Javorniki.